# Sergej Kraigher
Sergej Kraigher (ur. 30 maja 1914 w Postojnie, zm. 17 stycznia 2001 w Lublanie) – słoweński, jugosłowiański polityk, Przewodniczący Prezydium Jugosławii.

## Życiorys
W czasie II wojny światowej w szeregach NOVJ. W latach 1951–1953 był prezesem Narodowego Banku Jugosławii. W okresie od 1967 do 1979 pełnił formalnie funkcje głowy państwa w Socjalistycznej Republice Słowenii. Od 15 maja 1981 do 15 maja 1982 był przewodniczącym Prezydium Socjalistycznej Federacyjnej Republiki Jugosławii.